# Dependency hell
Dependency hell (závislostní peklo) je v informatice hovorový výraz používaný frustrovanými uživateli počítačů, kteří mají problém s instalací specifické verze určitého softwarového balíčku, který má provázanost („závislosti“) na další softwarové balíčky, které uživateli typicky chybí. Ve většině současných linuxových distribucích je problém vyřešen pomocí správce balíčků, který další potřebné balíčky sám nabídne k instalaci (jsou-li dostupné), avšak v systému Microsoft Windows podobný systémový nástroj neexistuje.
Pojem může označovat také situaci, kdy jsou v softwarových balíčcích nadbytečné závislosti, které způsobí, že kvůli jednoduchému programu je nutné do systému instalovat jinak nepotřebné softwarové balíčky. Proto je možné v balíčkovacím systému dpkg (Debian, Ubuntu) definovat závislosti, které je pouze doporučeno respektovat. Takovou vlastnost postrádá balíčkovací systém RPM (Red Hat Enterprise Linux, CentOS, Fedora atd.). Stejný problém byl řešen při uvedení Server Core edice Windows Server 2008, kde bylo nutné odstranit nadbytečné závislosti cmd.exe, aby bylo možné edici nainstalovat v minimální softwarové výbavě bez grafického uživatelského rozhraní.